# Nurus
Nurus is een geslacht van kevers uit de familie van de loopkevers (Carabidae). De wetenschappelijke naam van het geslacht is voor het eerst geldig gepubliceerd in 1866 door Viktor Ivanovitsj Motsjoelski.

## Soorten
Het geslacht Nurus omvat de volgende soorten:
- Nurus atlas (Castelnau, 1867)
- Nurus brevis Motschulsky, 1866
- Nurus curtus (Chaudoir, 1865)
- Nurus fortis (Sloane, 1890)
- Nurus grandis (Sloane, 1910)
- Nurus imperialis (Sloane, 1895)
- Nurus latipennis (Sloane, 1903)
- Nurus medius Darlington, 1961
- Nurus niger Chaudoir, 1878
- Nurus nox Darlington, 1961
- Nurus rex Darlington, 1961